# Alfred H. Thiessen

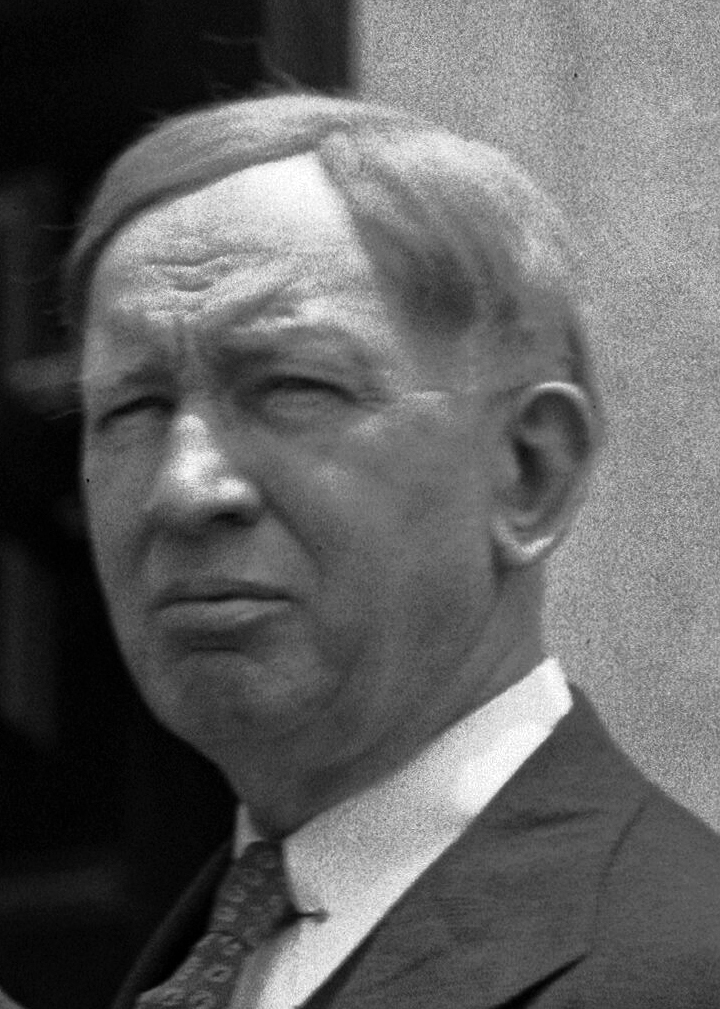
Alfred H. Thiessen (1934)

Alfred Henry Thiessen (* 8. April 1872 in Troy, NY; † 1956) war ein US-amerikanischer Meteorologe.

## Werdegang
Er begann seine Karriere als Wetterbeobachter in Pittsburgh am 1. Juli 1898. Als Assistent des Wetterbüros (heute: NOAA – National Oceanic and Atmospheric Administration) war er in Helena, Washington, Point Reyes und Manteo tätig, danach als Sachbearbeiter in Mount Weather, Raleigh, Indianapolis, Salt Lake City, Portland, Baltimore und Denver. Er verließ das Wetterbüro am 11. Dezember 1920, um als Captain in der U. S. Army zu dienen. Aus dem aktiven Dienst kehrte er als Major am 17. März 1941 zurück und wurde am 30. April 1942 pensioniert.
Thiessens bekannteste Arbeit von 1911 handelt von der Beschreibung von Wettervorhersagen mit einer geometrischen Methode zur Aufteilung der Erdoberfläche, die als Dirichlet-Tessellation (1850) bzw. Voronoi-Diagramme (1908) schon bekannt, aber offensichtlich in der Meteorologie zur Interpolation von Messwerten nicht gebräuchlich war. Das Synonym „Thiessen-Polygone“ hat sich für diese Methode etabliert.